# Astragalus cupulicalycinus
Astragalus cupulicalycinus är en ärtväxtart som beskrevs av S.B.Ho och Y.C.Ho. Astragalus cupulicalycinus ingår i släktet vedlar, och familjen ärtväxter. Inga underarter finns listade i Catalogue of Life.